# Collis Birmingham
Collis Birmingham, född 27 december 1984, är en australisk friidrottare. Han deltog vid olympiska sommarspelen 2008 och olympiska sommarspelen 2012.